# Pseudovanilla
Erythrorchis, biljni rod iz porodice kaćunovki, dio tribusa Vanilleae. 
Sastoji se od osam vrsta holomikotrofnih rizomatoznih geofita rasprostrsanjenih od Jave do Nove Gvineje, Australije i nekih otoka Oceanije, Mikronezija, Fidži

## Vrste
1. Pseudovanilla affinis (J.J.Sm.) Garay
2. Pseudovanilla anomala (Ames & L.O.Williams) Garay
3. Pseudovanilla foliata (F.Muell.) Garay
4. Pseudovanilla gracilis (Schltr.) Garay
5. Pseudovanilla montigena (Schltr.) Ormerod
6. Pseudovanilla philippinensis (Ames) Garay
7. Pseudovanilla ponapensis (Kaneh. & Yamam.) Garay
8. Pseudovanilla ternatensis (J.J.Sm.) Garay

## Sinonimi
Nema.